# Col de Labas
Le col de Labas est un col de montagne pédestre des Pyrénées à 2 719 mètres d'altitude, dans le Lavedan, dans le département français des Hautes-Pyrénées en Occitanie.
Il relie la vallée de Lutour, au nord, à la vallée d'Ossoue au sud.

## Géographie
Le col de Labas est situé entre le pic de la Sède (2 976 m) à l’ouest et le pic de Labas (2 946 m) à l’est, sur la crête des pointes Barrère. Il surplombe le lac de Labas (2 281 m) à l'est.

## Protection environnementale
Le col est situé dans le parc national des Pyrénées.
Le col fait partie d'une zone naturelle protégée, classée ZNIEFF de type 1, « vallons d'Ossoue et d'Aspé », et de type 2, « haute vallée du gave de Pau : vallées de Gèdre et Gavarnie ».

## Voies d'accès
Le versant nord est accessible depuis la Fruitière par le sentier juste après le lac d'Estom dans le vallon de Labas.
Sur le versant sud, on y accède depuis Gavarnie par une piste qui passe par la cabane de Milhas pour conduire au barrage d'Ossoue (1 834 m), puis par le sentier du refuge Bayssellance (2 651 m) .